# Tadmur (dystrykt)
Tadmur (arab.  منطقة تدمر) – jedna z 7 jednostek administracyjnych drugiego rzędu (dystrykt) muhafazy Hims w Syrii. Jest położona w środkowej części kraju. Graniczy od wschodu z Irakiem i z Jordanią, od południa z muhafazą Damaszek, od zachodu z dystryktami Hims i Al-Mucharram a od północy z muhafazami Hama, Ar-Rakka i Dajr az-Zaur.
W 2004 roku dystrykt zamieszkiwało 76 942 osób.